# Al-Mu'allim
Albums de Sami Yusuf
My Ummah
(2005)
Al-Mu'allim est le premier album du chanteur Sami Yusuf sorti en 2003. C'est aussi le titre d'une piste de l'album, « Al-Mu'allim » qui a donné lieu à un très grand succès au Maghreb et au Moyen-Orient. À travers ses chansons dans cet album, Yusuf parle du fait d'être musulman aujourd'hui dans le monde. Avec ces différentes musiques de l'album, Sami Yusuf remporte le 15e Festival de Fès des musiques sacrées du monde. Cependant la chanson titre Al-Mu'allim reste l'un des plus grands succès de la carrière de Sami Yusuf.

## Composition
| Al-Mu'allim | Al-Mu'allim           | Al-Mu'allim | Al-Mu'allim | Al-Mu'allim | Al-Mu'allim | Al-Mu'allim | Al-Mu'allim | Al-Mu'allim | Al-Mu'allim |
| No          | Titre                 | Durée       |             |             |             |             |             |             |             |
| ----------- | --------------------- | ----------- | ----------- | ----------- | ----------- | ----------- | ----------- | ----------- | ----------- |
| 1.          | Al-Mu'allim           | 05:45       |             |             |             |             |             |             |             |
| 2.          | Who is the Loved One? | 05:09       |             |             |             |             |             |             |             |
| 3.          | The Cave of Hira      | 04:50       |             |             |             |             |             |             |             |
| 4.          | Allahu                | 06:28       |             |             |             |             |             |             |             |
| 5.          | The Creator           | 06:50       |             |             |             |             |             |             |             |
| 6.          | Meditation            | 03:03       |             |             |             |             |             |             |             |
| 7.          | Ya Mustafa            | 05:36       |             |             |             |             |             |             |             |
| 8.          | Supplication          | 04:05       |             |             |             |             |             |             |             |
| 41:45       |                       |             |             |             |             |             |             |             |             |